# Tecpatlán
Tecpatlán är en ort i Mexiko.   Den ligger i kommunen Zihuateutla och delstaten Puebla, i den sydöstra delen av landet, 160 km nordost om huvudstaden Mexico City. Tecpatlán ligger 536 meter över havet och antalet invånare är 591.
Terrängen runt Tecpatlán är huvudsakligen lite bergig. Tecpatlán ligger nere i en dal. Runt Tecpatlán är det ganska tätbefolkat, med 86 invånare per kvadratkilometer. Närmaste större samhälle är Xicotepec de Juárez, 10,6 km väster om Tecpatlán. I omgivningarna runt Tecpatlán växer i huvudsak städsegrön lövskog.